# موسيقى البنجاب
البنجاب هي منطقة في جنوب آسيا، مقسمة إلى جزأين: شرق البنجاب (الهند) وغرب البنجاب (باكستان). لدى البنجاب أنماط متنوعة من الموسيقى، تتراوح من الشعبية والصوفية إلى الكلاسيكية، ولا سيما باتيالا غرانا.

## الموسيقى الشعبية
الموسيقى الشعبية للبنجاب هي موسيقى البنجاب التقليدية التي يتم إنتاجها باستخدام الآلات الموسيقية التقليدية مثل تمبي، القوز، دهاد، سارانكي، تشيمتا وأكثر من ذلك. هناك مجموعة واسعة من الأغاني الشعبية ‏ لكل مناسبة من الولادة وحتى الموت بما في ذلك الزواج والمهرجانات والمعارض والاحتفالات الدينية.
غالبًا ما يُنظر إلى الموسيقى الشعبية على أنها موسيقى البنجاب التقليدية وعادة ما يكون لها تأليف مشترك. تحول هذا الجانب من الموسيقى الشعبية مع الوقت، لكن الفئات القديمة من الشعبية تبدأ بالنوع الدهادي، الذي يتبع أفكار التأليف الجماعي. يركز النوع الدهادي الشعبي على قصص البطولة وقصص الحب، كما يتضح من القصص العديدة للحكايات الرومانسية الأسطورية لهر رانغا وساهيبا ميرزا. كما تُستخدم الموسيقى الشعبية بشكل شائع في مختلف أحداث مراحل الحياة في منطقة البنجاب. «في كل حفل زفاف تقريبًا، يقوم أفراد العائلة والأصدقاء والموسيقيون الفنيون المحترفون بأداء مجموعات مختلفة من الأغاني الشعبية التي تستخدم موضوعات عن الحنين إلى الماضي، ولكنها تعبر أيضا عن مواضيع البعد والفرح والخوف والأمل في الوقت الحاضر». المحتوى الغنائي العاطفي للعديد من أغاني الزفاف قد وصفت منزل الأب كمصدر للحب والطبيعة، في حين أن منزل الاصهار هو مصدر للطغيان والتعذيب. يستمر استخدام الموسيقى الشعبية كأداة حديثة وطريقة لتحديد الهوية.

### الطقوس وأغاني مراحل الحياة
يظل مفهوم الموسيقى التقليدية أو الشعبية جزءًا هامًا من مجتمع البنجاب لأنه يساعد في الحفاظ على الأعراف القديمة. وغالبًا ما تتزامن أغاني مراحل الحياة «مع مناسبات طقسية وغالباً ما تميز مراحل الاحتفال» ويمكن أن تختلف في موضوع يتراوح بين الولادة والزواج. على سبيل المثال، أفراد العائلة والأصدقاء يرددون هذه الأغاني أثناء احتفالات الزفاف، من خلال القيام بذلك، يساعدون في الحفاظ على الطقوس التقليدية المرتبطة بكل خطوة من خطوات الزواج. إن سوهاج أو غوريان، التي تُغنى للعروس والعريس على التوالي، تعطي الثناء على الله وتطلب البركات منه. عادة ما تغني النساء هذه الأغاني بأسلوب كورالي وقد يركزن أيضًا على العريس المثالي والعروس. كلا النوعين من الأغنية يحتفلان بعاطفة الفرح المحيطة بعملية الزواج. تشعر المشاعر الغورية «بالفرح الصافي والرغبة»، في حين أن سوهاج «مزيج من الفرح والحزن». هناك أيضا الأغاني التي ترتبط مع كل ليلة من حفل الزفاف بدءا من خمس ليال قبل وضع معجون الكركم على العروس والعريس. من خلال وجود هذه الأغاني، يستمر الشعب البنجابي بالاحتفال بالممارسات الثقافية التقليدية، وقد تنشط وتحيي طريقة الاحتفال بالزواج.
في الوقت الذي توجد فيه الأغاني الشعبية للاحتفال بلحظات مهمة في حياة المرء، فإنها «تعمل أيضًا كمستودع للثقافة المحلية والمعتقدات والهياكل الاجتماعية والاستجابة للتغير التاريخي» لأنها تعكس المناخ الحالي داخل المجتمعات المحلية. مع تباين موضوع هذه الأغاني من مدح الله إلى مجرد مناقشة مشاعر وشكوك أسلوب الحياة الزراعية، فإنها توفر رؤية أكبر للحياة اليومية البنجابية.
```
في حين أن أغاني الناس في سياق ثقافي معقد لمجتمع يستهلكها نظام اجتماعي صارم متأثر بالمركز الاجتماعي والاقتصادي، إلا أنهم يكشفون أن «سكان القرى من جميع المستويات يتفاعلون يومياً بطريقة تبرهن على ترابطهم المتبادل».
[
2
]
 وبسبب هذا، تعمل الموسيقى الشعبية كوسيلة لتشجيع هذا المزيج بشكل أكبر مما يساعد على كسر البنى الاجتماعية.
```

### أشكال شعرية قصيرة وأغاني ترفيهية
وتشمل تابا، ماهيا، ودهولا.

### الموسيقين المحترفين والأنواع
تمثل المجتمعات المحلية ذات الأداء المهني في البنجاب مجموعات عرقية متداخلة تشغل عمومًا وضعًا أدنى من مزودي الخدمة والرعاة ويتم رعايتها من قبل الطبقات العليا. بشكل عام، يهيمن الرجال على إنتاج الموسيقى الاحترافية ويتم تدريبهم على نظام «السيد-التلميذ». والموسيقيون المحترفون هم متخصصون في العمل المهني حيث يرثون مهنتهم من أسلافهم الموسيقيين.
وأبرز هذه المجموعات هي ميراسيز، وهي طابع ورقعة مهنية شاملة صممت لتسمية جميع الموسيقيين الوراثيين. ميراسيز تكون بمثابة علم للأنساب ومسؤولة عن الالتزام بالذاكرة والغناء الذي يثني على الأنساب. ميراز بشكل عام هم مسلمون (استقروا في ولاية البنجاب الغربية) وخرجوا من مجموعة «دوم» وضموا العديد من المجتمعات المحلية التي «تختلف تبعا لممارسات القرابة، التطور الموسيقي، والسياقات الموسيقية الاجتماعية».
وتشمل المجتمعات الأخرى ذات الأداء المهني الموسيقي مجموعة بازاجار القبلية وفناني الأداء من النوع دهادي وتمبا-الجوزا.
شعب بازاجار (غوار): من قاعدتهم في ولاية البنجاب الغربية في حقبة ما قبل التقسيم، حمل فناني بازيجار كلا التقاليد التي كانت فريدة لمجتمعهم وتلك التي كانت نموذجية للسكان المحليين في تلك المنطقة. ومع ذلك، على الرغم من مساهماتهم في عالم الموسيقى والقطاع المنفذ في البنجاب، إلا أنهم لا يعترف بهم إلا القليل من جيرانهم ومن الخارج. يصنف المجتمع السائد البنجاب هؤلاء الناس باسم «الأكروبات» في المجتمع. شعب بازاجارا ليس لديهم ميل ولا فرصة لتصحيح هذا الوضع. ولكن في الوقت الحاضر أصبحو أكثر تكاملا وانخراطا في المجتمع السائد. يتكون أدائهم من عرض مجموعة متنوعة من المفاخر البدنية، من القوة والتوازن، وخفة الحركة، والشجاعة. ودعيت العروض عادة من قبل المهرجانات والمناسبات الكبيرة. كانوا سيبدأون بضرب الداهس من أجل تعزيز الإثارة ولفت الانتباه إلى الحدث.
دهادي: يشير إلى كل من الموسيقى البنجابية والفنانين الذين يؤدونها. إنها مجموعة مؤلفة من المطربين. النوع الديناميكي الشعبي خاضع لثلاثة أشكال شاعرية رئيسية هي البينت، سادد، والكالي. ولديها أربعة جوانب رئيسية هي: الخطاب والشعر والغناء والموسيقى. وقد كانت الحفلات تقام عادة خارج القرى على ضفاف بركة أو في مكان مفتوح آخر تحت الظل الكثيف لعدد قليل من الأشجار الكبيرة، أو غير ذلك من المعسكرات الدينية في القرية. السمة المميزة لفن الدهادي الشعبي هو أنه نظام ممارسة مستمرة وصارمة. عادة ما يكون هؤلاء الداديون أميين تماما أو بشكل جزئي. سيتعين عليهم أن يتعلموا من خلال سماع الآخرين، لذا يجب أن تكون قوتهم في الذاكرة كبيرة جدًا. كانت ملابسهم عادة تتكون من عمامات بيضاء ومبهرة مع مروحة. اللون الأبيض هو رمز للحكمة والتعلم والنظافة. هناك نوع آخر من الموسيقى على نمط الأغاني التقليدية، وهو نوع تمبا-الجوزا المقيم في منطقتي مالوا وماجا.

## الموسيقى المستخدمة في العبادة

### الموسيقى الصوفية
تتضمن الموسيقى الصوفية غناء الشعر الصوفي في العديد من الأنواع. بعض الشعراء الذين غنت أغانيهم غالبًا هم بابا فريد وبوليح شاه وشاه حسين ووارس شاه وميان محمد بخش.

## الموسيقى الشعبية

### البوب البنجابي
دخلت أغاني البنجابية في السنوات الأخيرة الثقافة الهندية السائدة، وكذلك في المملكة المتحدة والولايات المتحدة، وتم إدراجها في أغاني بوليوود. يمكن أن يعزى ارتفاع شعبية الموسيقى البنجابية في لندن وضاحية الجنوب بشكل كلي، التي تضم عددًا كبيرًا من سكان جنوب آسيا، إلى الشتات للمهاجرين من كل من شرق وغرب البنجاب إلى المملكة المتحدة في السبعينيات. وبحلول الثمانينيات، بدأت موسيقى البنجاب، التي يُشار إلى أنواع كثيرة منها بـ «بهانجرا»، في الديسكو.
بالإضافة إلى المملكة المتحدة، اكتسبت الموسيقى البنجابية شعبية في الولايات المتحدة. استمر هذا الإدماج في الموسيقى البنجابية في الثقافة الشعبية وأصبح أكثر أهمية اليوم، كما يتضح من Panjabi MC’s “Mundian to Bach Ke” لتصبح أفضل 40 أغنية في الولايات المتحدة، حيث يتم الاستماع إليها على نطاق واسع من قبل غير البنجابيين. علاوة على ذلك، تبنى الجيل الثاني من شباب الهنود الأمريكيين في المدن الأمريكية الكبرى مثل نيويورك ونيوجيرسي عناصر من موسيقى البنجاب في حياتهم الليلية. الموسيقى التي تحظى بشعبية بين هذه الثقافة الهندية الأمريكية تضم كلا من التأثيرات الغربية والشرقية. يتم خلط الأصوات الحضرية بما في ذلك الهيب هوب، ار & بي، والريغي مع الأنواع الهندية الأكثر تقليدية من موسيقى البانجرا وأغاني الأفلام الهندية.
وضعت الموسيقى البنجابية أيضا بصمتها في السينما الهندية الرئيسية. وصفت عادة بأنها «دلالة إثنية-ثقافية للاحتفال ببنجابي»، ومؤخرا، «دلالة وطنية عن المرح».

#### تطورات الشتات
على الرغم من أن الشتات من الموسيقى البنجابية إلى البلدان الغربية مثل المملكة المتحدة لأول مرة أصبحت شعبية في الثمانينات، استمر هذا الاتجاه في التسعينات أيضا . وفي المملكة المتحدة على وجه الخصوص، أصبحت موسيقى البنجاب متداخلة مع الموسيقى الشعبية الأمريكية والبريطانية، حيث ربط الشباب البنجابي تجربتهم الغربية بجذورهم الثقافية. أصبحت وسيلة مهمة يمكن من خلالها لشباب البنجابية التنقل بين هوياتهم الفريدة مثل الهنود البريطانيين. أصبحت الصحافة البريطانية بشكل متقطع على علم بالاتجاهات في الموسيقى البنجابية،  خاصة مع ظهور الفنانين الشعبيين مثل بنجابي إم سي وأباتشي هندي؛ ومع ذلك، فإن الشتات من الموسيقى البنجابية كان في المقام الأول ظاهرة محلية، تقتصر على المجتمعات البنجابية في المملكة المتحدة.
شهدت فترة التسعينات تحولًا ملحوظًا في موسيقى البنجابية المتعلقة بأنماط الإنتاج والمحتوى الغنائي. تميز هذا العقد بأسلوب موسيقي يحتوي على عناصر متناسقة من الموسيقى التقليدية بما في ذلك أدوات مثل دهول وتمبي والجوزا. ومع ذلك، كانت التسعينات هي المرة الأولى التي يتم فيها دمج عناصر من الأنواع الأخرى مثل موسيقى الريغي ونوع موسيقى الديسكو / الأندية في الموسيقى. وينظر إلى هذا على أنه العقد الذي أنتج ولادة ما يشار إليه اليوم باسم موسيقى الانصهار البنجابية.
```
ومن الأمثلة البارزة للفنان الخارق الذي كان مثالاً على هذا الأسلوب الجديد للاندماج هو أباشي الهندي . أغنيته «الزواج المدبر»، التي أنتجها الأخوة البنجابية البريطانيون سيمون ودايموند وصدرت في الألبوم تحت عنوان «لا تحفظات» (1993)، مجتمعة بأسلوب ريجي الغنائي، عناصر دهول التقليدية، والجوقة الخلفية البنجابية.
[
15
]
 العديد من الفنانين والمنتجين البنجابية البارزين اخترقوا الموسيقى الشعبية البنجابية خلال هذا الوقت. شملت بالي ساجو وسوكشندر شيندا وجازي 0ب0 بالي ساجو الذين أصبحوا مشهورين بإنتاجهم وبالريمكس. اشتهر شيندا بقدراته على الإنتاج وشمل دقات دهول القوية، في حين ظهر جازي 0ب0 بالي ساجو على تأثير موسيقى الهيب هوب في موسيقى البنجاب في صورته وأغانيه القوية.
```

#### صناعة الموسيقى العالمية البنجابية
انتشرت موسيقى الشتات إلى الهند من خلال وسائل الإعلام، بما في ذلك الراديو والأشرطة والقنوات التلفزيونية ام تي في واي تي سي البنجابية. كانت موسيقى الشتات في 2000 انعكاسا للتطور الذي حدث في الموسيقى البنجابية في 1990 . بدأ الفنانون بالتطوير والبناء على الأساليب والأسس التي تم تأسيسها في السابق على أنها أساليب موسيقية شهيرة وناجحة في الخارج.
مع مزيج من أساليب كل من البنجابية والثقافة الغربية، أصبح هناك انصهار في كل من الموسيقى وتشكيل الهوية لأولئك الذين يعيشون في الخارج. ولأنه تم إدراج عينات من الموسيقى الهندية والبنجابية الشهيرة في مسرح النادي، فإن الشباب قادرون على «غرس هوية هندية». ويستطيع شباب المهجر استخدام هذه الاندماجات للمساعدة في تأسيس هوياتهم المختلطة.حيث يمكن أن تشمل هذه الهويات الثقافة الأمريكية الحضرية أو الثقافة البريطانية إلى جانب الثقافة الهندية. وبينما تم إنشاء هذه الهوية الجديدة من قبل شباب الشتات، فإن أفكار الهوية نفسها لا تصمد للأجيال الأكبر سنا، مما تسبب في حدوث انقسامات بين الاثنين.
كان للفنانين في هذه الفترة الزمنية والموسيقى التي أنتجوها تأثير كبير على شعبية وتحويل الموسيقى البنجابية إلى النوع الذي أصبح مزيجا ممتعًا وشعبيًا للحياة الليلية في جنوب آسيا. على سبيل المثال، أنتج الدكتور زيوس أجهزة صديقة للنادي وقد تعاون مع فنانين بنجابيين مؤهلين لأخذ صوت الانصهار إلى مستوى أعلى وأكثر تطوراً. تعكس أغنيته «كانغنا» انصهارًا بين أنماط الموسيقى في النادي والهيب هوب والبنجابية. في حين اشتهرت البنجابية ام سي في أواخر التسعينات بسبب نجاحه في فيلم "Mundian tho Bachke Rahin"، استمر في إنتاج الموسيقى التي تعكس أسلوبًا مشابهًا وتحظى بشعبية كبيرة لدى الجيل الأول والثاني من سكان جنوب آسيا. تستمر هذه الأساليب في التقدم في العقد الحالي.
الفنانون الشعبيون البنجابيون، مثل جاز دامي، رئيس الوزراء الائتماني جوستين ترودو لمساهمته في «الترويج للثقافة الهندية والموسيقى البنجابية ... الزعيم الذي يدرك أهمية الموسيقى البنجابية في مجال الموسيقى في بلاده».

#### البانغرا
تصف البانغرا الموسيقى الشعبية الرقص مع الإيقاعات البنجابية، وضعت منذ الثمانينات. يشير الاسم إلى واحدة من الرقصات البنجابية التقليدية والفولكلورية. وهكذا في موسيقى بانغرا، يكون التركيز عادة على الموسيقى (أي إيقاع للرقص) والتركيز الأقل على المغني والكلمات. ويتم تقدير موسيقى بانغرا في جميع أنحاء العالم.

## الموسيقى الكلاسيكية
- باتيالا غارانا
- الشام تشورازيا غارانا

### الآلات
خلال القرن الماضي، استخدم الموسيقيين الشعبين البنجابيين 87 أداة، لا يزال 55 منها يستخدم حتى اليوم. من الملاحظ أن الأدوات المستخدمة اليوم تخدم وظيفة تفوق الضرورة الموسيقية لأنها مرتبطة ارتباطًا وثيقًا بالثقافة والتراث البنجابي. على سبيل المثال، لا يزال هذا البرنامج شائعًا نظرًا لأنه من المهم إجراء إجراءات خاصة مثل حفلات الزفاف والأحداث الرياضية. بالإضافة إلى ذلك، فإن شعبية أدوات معينة تشجع الناس على مواصلة التعلم للعبها؛ لذلك، الحفاظ على ملاءمتها في أحداث البنجابية. هددت الأحداث الإرهابية في أواخر الثمانينات من القرن الماضي وجود الموسيقى الشعبية البنجابية والأدوات التي رافقت هذا النوع. مع قتل العديد من الفنانين البارزين وإلغاء المهرجانات الكبرى لم يكن هناك مكان للموسيقى الشعبية. كما أن ازدهار التكنولوجيا أغنى الموسيقى الشعبية من خلال خلق نوع جديد من الموسيقى المعروفة باسم البنجابية الشعبية، والتي تمزج بين الموسيقى الإلكترونية والموسيقى الشعبية. الصكوك التالية هي الأكثر شعبية في الموسيقى البنجابية.
الجوزا: يتكون الجوزا من اثنين من مزامير منقار متصل، واحد لللحن، والثاني للدندنة" و "المزامير إما مرتبطة ببعضها البعض أو قد يتم تثبيتها معاً بشكل فضفاض مع اليدين". من الضروري وجود تدفق مستمر للهواء أثناء قيام اللاعب بضربه في الناي في وقت واحد.
الدهول: يشبه كثيرا بنية الأسطوانة. وهو عبارة عن طبقتين من خشب المانجو بطول 48 سم وعرض 38 سم ويتم لعبها باستخدام اثنين من العصي المنحنية قليلاً. ويعتقد أن لها قيمة أكبر بكثير للحرفيين مثل الحدادين أو الاسكافيون. وعادة ما يتم لعبها خلال المناسبات المحايدة ومعظمها من قبل الرجال فقط.
تشيمتا: تشبه تشيمتا الكماشة وتتكون من شريط من الحديد طوله 122 سم، وهي عازمة إلى نصفين ومزينة بحلقة حديدية. فالأقراص المعدنية الصغيرة التي يطلق عليها «تشيني» «تعلق على الجانب الداخلي من الكماشة بحيث تضرب بعضها البعض مثل الصنابير الصغيرة عندما يتم ضرب أذرع التشيمتا».
دهولكي: هي النسخة الأنثوية والأصغر حجما من الدهول . لعبت من قبل النساء في الزواج والتجمعات الدينية. نادرا ما زينت مع شرابات.
كانجاري: هذا هو أسطوانة ضحلة من جانب واحد، مستديرة أو مثمنة في بعض الأحيان، قطرها من 18 إلى 28 سم ومثبتة بأقراص قعقعة حول الحافة في جوهر الدف. أنه يرافق الغناء والرقص والأنشطة الدينية.
كاتو: هذه عصا مع السنجاب (جالاد) في الأعلى. تعلق على رأس السنجاب، الذي ينطلق رأسه، «و ينتج نقرة حادة». في نفس الوقت، أجراس الأناشيد تعلق على الذيل.
الدهاد: لديه شكل الساعة الرملية من دامرو ولكنه أكبر قليلاً. يتكون جسم هذه الآلة من خشب المانجو أو التوت أو خشب الشيشام، أما الرؤوس فهي مغطاة بالمعروسة المكسوة بحبال. يتم استخدام الأصابع للضغط على الأصوات وتغييرها استنادًا إلى مدى المحافظة أو الإحكام على السلاسل.

### الرقص
تمثل تقاليد الرقص في البنجاب مجموعة من أشكال الفن الشعبي التي تطورت بشكل كبير وتغيرت في المعنى عبر القرون. بعد تقسيم 1947، تميز البنجاب بجهود بناء الدولة التي سعت إلى تأسيس هوية وطنية، كانت مرتبطة ارتباطًا وثيقًا بإحياء العديد من رقصات البنجاب القديمة. خلال هذه الفترة، أصبحت رقص البنجرا على وجه الخصوص رمزية كرمز مبدع في منطقة البنجاب ككل، مما طغى على الرقصات الشعبية الأخرى التي تعود إلى قرون طويلة في المنطقة. تشمل رقصات البنجاب الغنية للرقصات الشعبية جومر، سامى، لودي، دنداس، نشار، وجادة. وهناك رقصات بارزة في ولاية البنجاب، ولكنها ربما تكون أقل اعتياداً على الجمهور العالمي. الجومر هو رقصة بنجابية أنشئت على نطاق واسع، كان هناك انخفاض في أداء الجومر . اسم جومر تنبع من قومر، المعينه الأداء في اتجاه دائري أو مجموعة من الأفراد الغزل. عادة ما يتم تنفيذ ذلك فقط من الرجال، وعادة ما تكون الحركة «بطيئة نسبيًا وناعمة، وغالبًا ما تُعتبر» أنثوية «عند مقارنتها بالرقصات البنجابية الأخرى. يتم تنفيذ حركات الرقص في انسجام تام.» عادة ما تتضمن المرافقة الموسيقية برميل . السومي هي رقصة بسيطة تهيمن عليها النساء تقليديًا تؤديها نساء في منطقة ساندال بار في البنجاب التي كانت موجودة منذ القرن الثامن عشر على الأقل والتي تم إحيائها بعد تقسيم 1947. جيدها هي رقصة من مالوا، المنطقة الجنوبية الشرقية من البنجاب التي لديها كل من التعبير في الرجال والنساء أشكال، وينطوي على أزواج من الأفراد الرقص بينما يقف الآخرون في دائرة حولهم يغنون آيات غنائية (بولس).